# عرفان إسماعيل
عرفان إسماعيل (20 سبتمبر 1988 في باكستان - ) هو لاعب كريكت باكستاني. لعب مع Quetta cricket team ‏.